# Brock's
Brock's, officieel bekend als Malcolm Brock and Co. was een warenhuis uit Bakersfield, Californië. Het warenhuis was actief van 1924 tot 1988

## Geschiedenis
In 1924 kocht de zakenman Malcolm Brock het warenhuis Hockheimer & Co, dat in 1900 was opgericht door de vader van zijn vrouw. Het 4 verdiepingen tellende warenhuis op de hoek va n Chester Avenue en 19th Street werd daarop omgedoopt in Malcolm Brock and Co. Als gevolg van de aardbeving in 1952 werd het pand gemoderniseerd. Tot aan zijn dood in 1962 gaf zijn zoon John Brock Sr. leiding aan het warenhuis, waarna John Brock Jr. de leiding overnam.  Op een gegeven moment had het warenhuis 500 medewerkers in de vlaggenschipwinkel in het centrum van Bakersfield en het in 1967 geopende filiaal in de Valley Plaza Mall.
In 1988 werden de warenhuizen overgenomen door Gottschalks, waarna ze onder die naam verder gingen.     